# Spoorlijn 98A
Spoorlijn 98A is een Belgische spoorlijn die Dour via Roisin met Frankrijk verbond. De spoorlijn was 11 km lang.

## Geschiedenis
Op 1 mei 1882 werd het gedeelte Dour - Audregnies geopend, op 12 juni het gedeelte Audregnies - grens. Het grensoverschrijdende verkeer tussen Roisin-Autreppe en Bavay werd opgeheven in de jaren 1930; het baanvak Roisin-Autreppe - grens werd opgebroken in 1959. Op het baanvak Dour - Roisin-Autreppe werd het reizigersverkeer opgeheven op 29 mei 1960. De lijn werd in 1961 buiten dienst gesteld en in 1965 opgebroken.
De spoorlijn was enkelsporig en werd nooit geëlektrificeerd.

## Huidige toestand
Op de bedding is een RAVeL fiets- en wandelpad aangelegd in asfalt van Dour tot Angre/Honnezies (6 km).

## Aansluitingen
In de volgende plaatsen was er een aansluiting op de volgende spoorlijnen:
Dour
Spoorlijn 98 tussen Bergen en Quiévrain
Roisin-Autreppe
RFN 251 000 tussen Escaudœuvres en Gussignies